# Rakovszky Menyhért

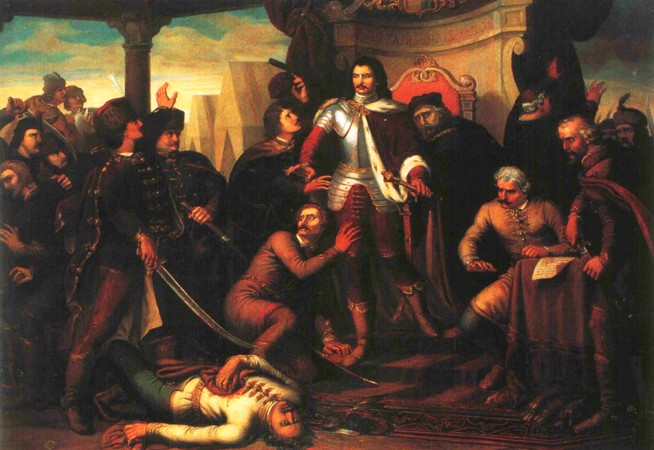
Orlay Petrich Soma: Az ónodi országgyűlés. A kép azt a jelenetet ábrázolja, amikor Károlyi és Bercsényi karddal levágja a két turóci követet, Rakovszky Menyhértet és Okolicsányi Kristófot.

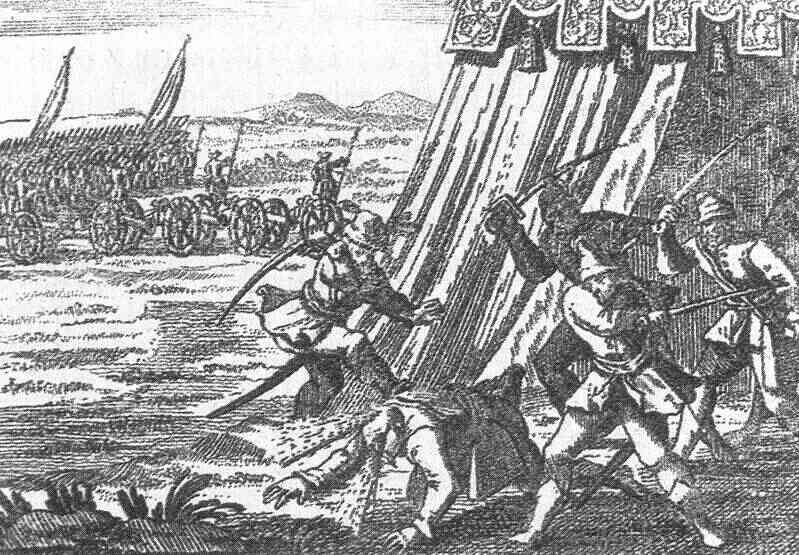
Az ónodi országgyűlés Rakovszky megölése (rézmetszet)

Rakovszky Menyhért (? – Ónod, 1707. június 6.) Turóc vármegye táblabírája. Az ónodi országgyűlésen Turóc vármegye másik követével, Okolicsányi Kristóf alispánnal együtt a labancokkal való békekötés híve volt. Az ónodi országgyűlésen Bercsényi Miklós és Károlyi Sándor is kardot rántott. A turóci követek hiába próbáltak menekülni. Ilosvay Bálint és Ilosvay Imre is vagdosták Rakovszkyt, aki az országgyűlés sátrától nem messze holtan esett össze. Letépték a követek ruháját is. A holttetemüket a madarak takarították el.[forrás?]
Az országgyűlésen ezek után kimondták Turóc vármegye jelképeinek (zászló, pecsét) eltörlését is.

## Külső hivatkozás
- Asztalos Miklós: II. Rákóczi Ferenc és kora , Budapest, Dante kiadó, 1934
- Jókai Mór: A magyar nemzet története regényes rajzokban - Az ónodi országgyűlés
- Szomolányi Gábor:Adópolitika és Pénzügypolitika a Rákóczi szabadságharc idején